# Escriptura ibèrica sud-oriental

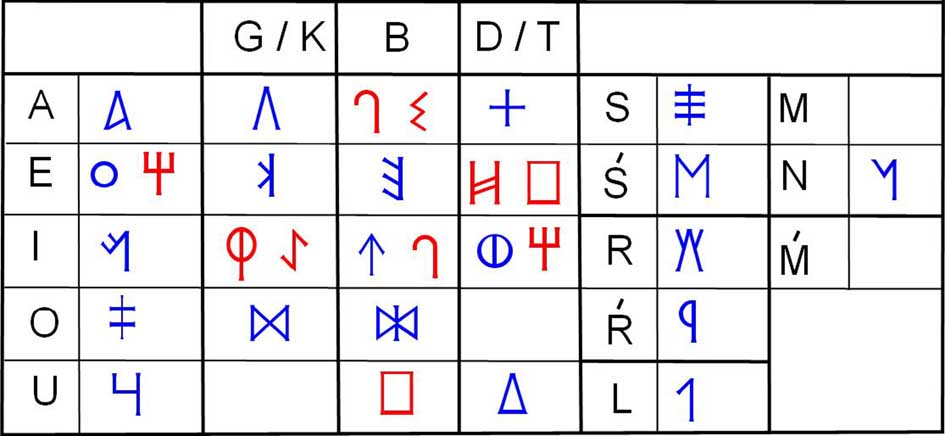
Una proposta de signari ibèric sud-oriental. Adaptat de Correa 2004. En vermell els signes d'identificació discutible

L'escriptura ibèrica sud-oriental (també coneguda com a meridional) és una escriptura paleohispànica molt similar, tant per la forma dels signes com pel valor que els signes representen, a l'escriptura tartèssia que en podria ser l'antecedent. Les inscripcions que usen l'escriptura ibèrica sud-oriental expressen llengua ibèrica com també ho fan les inscripcions que usen l'escriptura ibèrica nord-oriental, però el valor de la majoria de signes d'aquestes escriptures no coincideix en absolut, tot i que el repertori de signes és similar. Sobre l'origen de les escriptures paleohispàniques no hi ha consens: per alguns investigadors el seu origen està directa i únicament lligat a l'alfabet fenici, mentre que per d'altres en la seva creació també hi hauria influït l'alfabet grec.
Com la resta d'escriptures paleohispàniques, aquesta escriptura presenta alhora signes amb valor sil·làbic, per les oclusives, i signes amb valor alfabètic, per la resta de consonants i vocals. Des del punt de vista de la classificació dels sistemes d'escriptura no és ni un alfabet ni un sil·labari, sinó una escriptura mixta que s'identifica normalment com a semisil·labari. A diferència de les inscripcions en escriptura tartèssia, les inscripcions en escriptura sud-oriental no presenten el fenomen de la redundància vocàlica del signes sil·làbics. El seu desxiframent encara no es pot donar per tancat, atès que encara hi ha signes sobre els que no hi ha consens entre els diferents investigadors que han fet propostes concretes. L'opinió general considera que l'escriptura ibèrica sud-oriental, a diferència de l'escriptura ibèrica nord-oriental, no diferencia les oclusives sordes de les sonores, però un estudi recent (Ferrer i Jané 2010) defensa l'existència d'un sistema dual també en l'escriptura ibèrica sud-oriental que afectaria no només a les oclusives sinó també a altres sons nasals, vibrants i nasals.
L'escriptura ibèrica sud-oriental s'escriu molt majoritàriament de dreta a esquerra i el seu àmbit d'ús és el quadrant sud-oriental de la península Ibèrica: Andalusia oriental, Múrcia, Albacete, Alacant i extrem sud de València. Les inscripcions sud-orientals apareixen sobre suports molt variats (monedes de plata i bronze, vaixella de plata i ceràmica, plaquetes de plom, pedres, etc.), però no superen el mig centenar, entre les més destacades es troben el plom de Gador (Almeria) i el plom de La Bastida de les Alcusses (Moixent, València). Els contextos arqueològics més antics de les inscripcions que usen aquesta escriptura són del s. IV aC, mentre que els més moderns són de s. II aC.